# Wild Romance
Wild Romance (en hangul, 난폭한 로맨스; romanización revisada, Nan-pok-han Ro-maen-seu) es una serie de televisión surcoreana. Se emitió por KBS 2TV del 4 de enero al 23 de febrero de 2012 los miércoles y jueves a las 21:55. La comedia romántica se trata de la relación de amor-odio entre un jugador de béisbol profesional (Lee Dong Wook) y su guardaespaldas tomboy (Lee Si Young).

## Argumento
El temerario, arrogante Park Mu Yeol (Lee Dong Wook) es el jugador estrella del equipo de béisbol profesional Red Dreamers, conocido tanto por su habilidad y su mal carácter. La guardaespaldas Yoo Eun Jae (Lee Si Young) odia a Mu Yeol. Ella es una fanática de toda la vida de las Blue Seagulls, el equipo rival de los Red Dreamers. Los dos enemigos mortales son arrojados de repente por el destino.
Un encuentro casual durante una noche de borrachera de karaoke se origina una pelea, con el exatleta de judo Eun Jae, el cual gana fácilmente volteando Mu Yeol en su espalda. La pelea fue capturada en vídeo, sin embargo, gracias a eso se crea un gran escándalo, con reputación de Mu Yeol y la carrera de Eun Jae como un guardaespaldas en juego. Para arreglar las cosas, sus respectivos empleadores están de acuerdo para asignar Eun Jae para actuar como guardaespaldas de Mu Yeol. La pareja se convierte en uno durante todo el día, y en medio de la constante batalla y trabajando para encontrar los puntos débiles del otro, descubren cosas uno del otro de lo que pensaban.

## Elenco
- Lee Dong Wook como Park Mu Yeol.[5][6]
- Lee Si Young como Yoo Eun Jae.[7][8][9][10]
- Oh Man-seok como Jin Dong Soo, mejor amigo de Mu Yeol.[11]
- Hwang Sun Hee como Oh Su-young, esposa de Dong Soo.
- Jessica Jung como Kang Jong Hee, exnovia de Mu Yeol.[12]
- Kang Dong Ho como Kim Tae Han, mánager de los Red Dreamers.
- Lim Ju Eu como Kim Dong Ah, mejor amiga de Eun Jae y compañera de piso.[13]
- Lee Hee Joon como Go Jae Hyo, reportero.
- Lee Han-wi como Kevin Jang, jefe de Eun Jae.
- Lee Won-jong como Yoo Young-gil, padre de Eun Jae.
- Jang Tae Hoon como Yoo Chang Ho, hermano menor de Eun Jae.
- Hong Jong Hyun como Seo Yoon Yi.
- Lee El cómo Min Ji.
- Kim Jin Woo como Jin Woo Young.
- Lee Bo Hee como Yang Sun Hee, tía de Mu Yeol.
- Kim Yun Tae como el compañero de Min Ji.

## Recepción
En el mismo intervalo de tiempo que el drama Moon Embracing the Sun, Wild Romance obtuvo calificaciones de menos de 10 por ciento. Sin embargo, la serie ganó un público fiel entre los fanáticos de dramas televisivos. Cuando por primera vez comenzó a transmitirse, la serie fue criticada por la edición errática.  efectos de sonido excesivos y una historia inverosímil, pero esas críticas pronto se calmaron como espectadores que elogiaron al escritor Park Yeon Seon por su inteligente y comedia irreverente, misterio, suspenso llenas de tensión, líneas perspicaces llenas de profundidad, el uso creativo del diálogo y la caracterización inteligente.

### Audiencia
| Fecha                 | Episodio | Nacional | Seúl  |
| --------------------- | -------- | -------- | ----- |
| 4 de enero de 2012    | 01       | 7.1 %    | 8.8 % |
| 5 de enero de 2012    | 02       | 6.7 %    | 8.7 % |
| 11 de enero de 2012   | 03       | 6.2 %    | 7.2 % |
| 12 de enero de 2012   | 04       | 6.5 %    | 9.1 % |
| 18 de enero de 2012   | 05       | 5.8 %    | 9.4 % |
| 19 de enero de 2012   | 06       | 5.3 %    | 8.6 % |
| 25 de enero de 2012   | 07       | 4.9 %    | 8.5 % |
| 26 de enero de 2012   | 08       | 5.8 %    | 7.3 % |
| 1 de febrero de 2012  | 09       | 3.9 %    | 8.1 % |
| 2 de febrero de 2012  | 10       | 4.0 %    | 8.0 % |
| 8 de febrero de 2012  | 11       | 6.0 %    | 9.5 % |
| 9 de febrero de 2012  | 12       | 5.9 %    | 9.1 % |
| 15 de febrero de 2012 | 13       | 4.7 %    | 8.8 % |
| 16 de febrero de 2012 | 14       | 4.0 %    | 9.3 % |
| 22 de febrero de 2012 | 15       | 4.7 %    | 7.8 % |
| 23 de febrero de 2012 | 16       | 5.0 %    | 8.2 % |
| Promedio              | Promedio | 5.4 %    | 8.5 % |

Fuente: TNmS Media Korea

## Emisión internacional
En Japón se transmitió en TBS el 7 de mayo de 2013, como parte de la programación del canal «Hallyu Select».
En Tailandia se emitió en True Asian Series a mitad del 2013.